# آسو رستم
آسو محمد رستم (ئاسو ڕوسته‌م؛ زادهٔ ۱ دسامبر ۱۹۹۴) بازیکن فوتبال اهل اقلیم کردستان است که در پست مهاجم برای باشگاه نوروز عراق بازی می‌کند.
وی همچنین در تیم ملی فوتبال عراق بازی کرده‌است.